# Emil (serie televisiva)
Emil è una serie televisiva per bambini prodotta nei primi anni settanta e tratta da una serie di romanzi dell'autrice svedese Astrid Lindgren, iniziati negli anni sessanta e incentrati sul personaggio di Emil (in svedese Emil i Lönneberga).
La serie TV deriva dalla suddivisione di 3 precedenti film (Emil i Lönneberga, Nya hyss av Emil i Lönneberga e Emil och griseknoen) basati sul personaggio di Emil e usciti in Svezia fra il 1971 e il 1973. 
La serie ha avuto la prima diffusione in Germania Ovest nel 1973 dove è stata doppiata in tedesco. La versione svedese originale (con i pochi attori tedeschi doppiati in svedese) è stata trasmessa a partire dal 1975-1976.

## Contenuti e personaggi
La serie è ambientata in una fattoria nei pressi del villaggio di Lönneberga, nella regione dello Småland, tra la fine del XIX secolo e l'inizio del XX secolo.
Il protagonista è Emil Svensson (Jan Ohlsson), un bambino molto vivace e combinaguai tanto da essere chiuso in castigo nella falegnameria della fattoria, dove trascorre il tempo intagliando statuine di legno. Verso la fine della storia, quella che sta per rivelarsi la sua peggiore monelleria si rivela un atto eroico, grazie al quale il ragazzino è completamente riabilitato.
Gli altri personaggi sono Ida, la sorella più piccola; il maialino di nome Briciola; il simpatico garzone Alfred; la petulante servetta Lina e i genitori di Emil. La madre è indulgente e ragionevole, mentre il padre, seppure dotato di buon cuore, è collerico e puritano. Nel telefilm compare spesso anche un'anziana del villaggio, Tata Marta, traduzione non letterale del nome originale Krösa-Maja, la quale è solita raccontare ai due bambini storie di fantasmi e altri racconti paurosi. Tendenzialmente pettegola com'è, a volte diffonde tra i compaesani le marachelle di Emil esagerandone l'entità.

## Episodi
1. Piccola, cara falegnameria (Du kära lilla snickarbod)
2. La testa nella pentola (Emil i soppskålen)
3. Una festa ben riuscita (Kalaset i Katthult)
4. Una cometa in arrivo (När Emil for till marknaden)
5. Un pranzo per i poveri (Stora tabberaset i Katthult)
6. All'asta per acquisti (Auktionen i Backhorva)
7. La mucca impazzita (Koa är galen)
8. Un tifo dipinto in blu (När Lina hade tandvärk)
9. Una buia domenica d'inverno (Husförhöret i Katthult)
10. A pesca di gamberi (Kräftfiske, gökotta och andre lustbarheter)
11. Il porcellino ammaestrato (Sugga är också galen!)
12. Ubriacatura di ciliege (Griseknoens märkliga bravader)
13. Un'impresa memorabile (Den stora snöstormen)